# Stefaniola halocnemicola
Stefaniola halocnemicola är en tvåvingeart som beskrevs av Fedotova 1990. Stefaniola halocnemicola ingår i släktet Stefaniola och familjen gallmyggor.
Artens utbredningsområde är Kazakstan. Inga underarter finns listade i Catalogue of Life.